# 김장호 (1911년)
김장호(金章鎬, 1911~1987)는 일제시대의 판사이다.

## 생애
1930년 평안남도 평양관립사범학교를 졸업하였다. 1934년 도쿄의 순다이 상업학교 4학년에 편입해 다음해 3월 졸업했다.
1938년 호세이 대학 법문학부 영법과에 입학했으나 11월 일본 고등문관시험 사법과에 합격해 학교를 중퇴했다. 
1937~1938년 평안남도 평양상공회의소 고원으로 근무하다가 다시 일본으로 건너갔다.
1939년 평양 지방법원 및 평양지방법원 검사국 사법관시보에 임명되었으며, 1939년 5월부터 9월까지 평양지방법원 검사대리를 겸했다.
1941년 평양지방법원 예비판사를 거쳐 3월 평양지방법원 판사에 임명되었다. 같은 해 10월 부산지방법원 판사로 부임해 해방될 때까지 재직했다.
해방 후
1945년 부산지방법원 부장판사를 지냈다. 1948년 부산에서 변호사를 개업해 활동하며 민주중보 필화사건의 변호를 맡았다.
1951년 부산변호사회 회장으로 활동했다.
1987년 사망하였다.

## 참고자료
- 친일인명사전편찬위원회 (2009년 11월). 〈김장호〉. 《친일문제연구총서 인명편 1 친일인명사전》. 서울. 569쪽.